# Lico (figlio di Lico)
Lico (in greco antico: Λύκος?) è un personaggio della mitologia greca, figlio dell'omonimo Lico. Appare nell'Eracle di Euripide.

## Mitologia
Originario dell'Eubea, ottenne il potere a Tebe uccidendo Creonte, che al tempo regnava come reggente di Laodamante, figlio di Eteocle. Lico perseguitò i membri della famiglia di Creonte, cacciandoli dalla loro casa, privandoli di cibo e vestiti e violentando Megara, figlia di Creonte. Creonte però era suocero di Eracle, che ritornò inaspettatamente a Tebe e uccise Lico. Laodamante gli succedette come re.